# Gnaeus Papirius Carbo (Konsul 85 v. Chr.)
Gnaeus Papirius Carbo (* um 135 v. Chr.; † 82 v. Chr. in Lilybaeum) war mehrfacher Konsul der römischen Republik. Er gehörte zu den Papirii Carbones, einem plebejischen Zweig der gens Papiria, und war ein Neffe des Gaius Papirius Carbo, des Konsuls des Jahres 120 v. Chr.

## Leben
Gnaeus Papirius Carbo war starker Anhänger der Partei des Gaius Marius und nahm an der Blockade Roms im Jahr 87 v. Chr. teil. Im Jahr 85 v. Chr. wurde er von Lucius Cornelius Cinna als sein Kollege im Konsulat ausgewählt. In diesem Jahr wurden umfangreiche Vorbereitungen für einen Krieg in Griechenland gegen Sulla getroffen, der seine Absicht bekundet hatte, nach Italien zurückzukehren. Cinna und Carbo erklärten sich selbst zu Konsuln für das folgende Jahr und verlegten große Truppenteile jenseits der Adria. Als Cinna jedoch von seinen eigenen Soldaten ermordet wurde, weil sie nicht in einem Bürgerkrieg kämpfen wollten, musste Carbo die Armee wieder nach Italien zurückbringen.
Im Jahr 82 v. Chr., Carbo war mit Gaius Marius dem Jüngeren zum dritten Mal Konsul, kämpfte er ohne Entscheidung gegen Sulla bei Clusium und wurde mit großen Verlusten bei einem Angriff auf das Feldlager des Quintus Caecilius Metellus Pius, eines Generals Sullas, in der Nähe von Faventia geschlagen. Obwohl er weiterhin eine große Armee hatte und die Samniten loyal zu ihm standen, war Carbo von seinem Versagen, Praeneste zu helfen, wo der jüngere Marius sich verschanzt hatte, so entmutigt, dass er beschloss, Italien zu verlassen. Er floh zuerst nach Africa, dann auf die Insel Cossyra (Pantelleria), wo er festgesetzt wurde; er wurde in Ketten Pompeius in Lilybaeum vorgeführt und getötet.